# Cephalocarpus obovoideus
Cephalocarpus obovoideus är en halvgräsart som beskrevs av Tetsuo Michael Koyama. Cephalocarpus obovoideus ingår i släktet Cephalocarpus och familjen halvgräs. Inga underarter finns listade i Catalogue of Life.